# Mihaela Mărăcineanu
Mihaela Mărăcineanu (n. 1942 – d. 4 martie 1977, București, România) a fost o mezzosoprană, solistă a Operei Române din București care a murit pe data de 4 martie 1977 în timpul cutremurului din 1977.